# Diphyscium chiapense
Diphyscium chiapense är en bladmossart som beskrevs av J.C. Norris 1981. Diphyscium chiapense ingår i släktet Diphyscium och familjen Buxbaumiaceae. Inga underarter finns listade i Catalogue of Life.